# Jade Melbourne
Pour les articles homonymes, voir Melbourne (homonymie).
Jade Melbourne née le 18 août 2002 à East Melbourne, dans le Victoria, est une joueuse australienne de basket-ball. Elle joue en Women's National Basketball Association (WNBA), en Women's National Basketball League (WNBL) et pour l'équipe nationale australienne.
Elle a remporté avec l'équipe d'Australie la médaille de bronze du tournoi féminin aux Jeux olympiques d'été de 2024, organisés à Paris et la médaille de bronze de la Coupe d'Asie féminine de basket-ball en 2021.

## Biographie

### Carrière professionnelle

#### Arriver en WNBA
Melbourne a été sélectionnée au troisième tour de la draft 2022 par le Storm de Seattle. Melbourne, son agent et le Storm sont convenus que Melbourne resterait en Australie et jouerait une autre saison en WNBL. Cela signifiait que Melbourne ne participerait pas à la saison 2022. En 2023, Melbourne a signé son contrat de rookie avec le Storm et est venue participer au camp d'entraînement. Melbourne a fait partie de l'effectif de la soirée d'ouverture du Storm et est devenue la plus jeune joueuse d'un effectif de la WNBA pour la saison 2023. Lors de la saison 2024, Melbourne a été échangée aux Mystics de Washington en échange d'un 3e tour de draft 2025.